# Fairway (Kansas)
Pour les articles homonymes, voir Fairway.
Fairway est une municipalité américaine située dans le comté de Johnson au Kansas. Lors du recensement de 2010, sa population est de 3 882 habitants.

## Géographie
Fairway fait partie de l'aire métropolitaine de Kansas City. Elle est considérée comme l'une des villes les plus aisées de l'agglomération et de l'État.
Selon le Bureau du recensement des États-Unis, la municipalité s'étend sur 1,15 mille carré (2,98 km2).

## Histoire

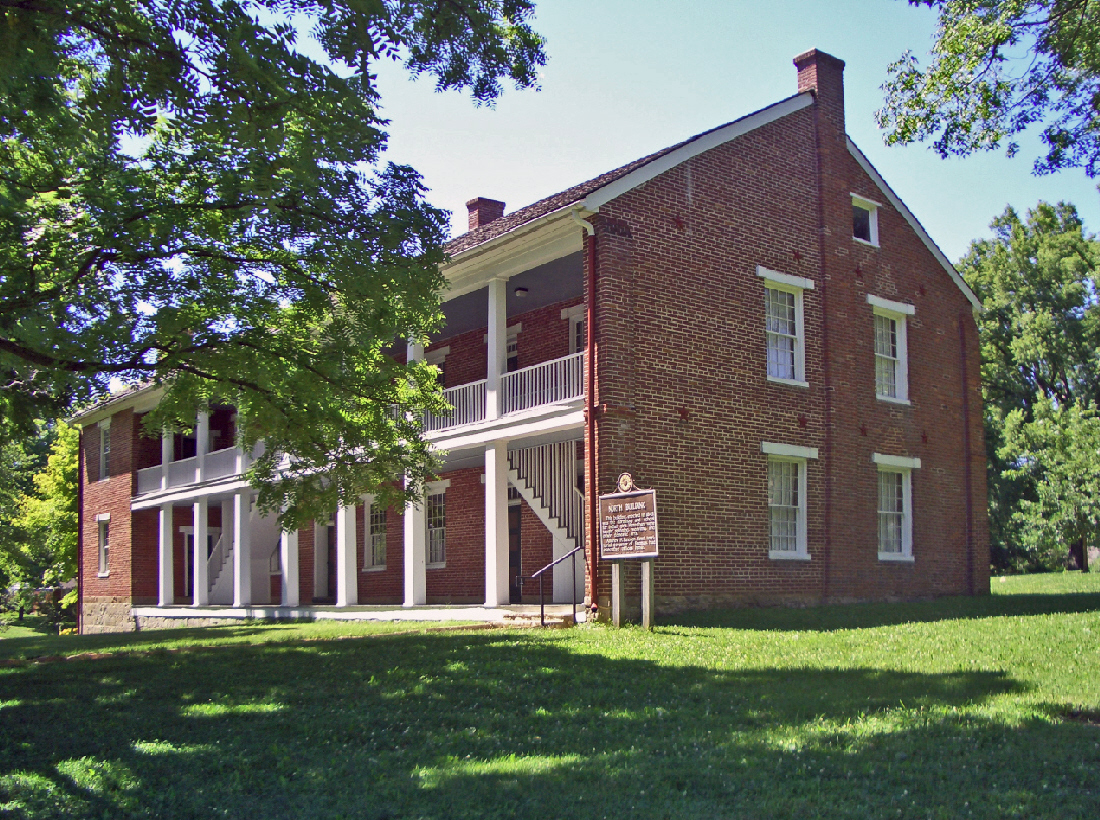
La mission Shawnee.

Fairway est fondée en 1938 par J. C Nichols. Elle doit son nom aux trois terrains de golf qui l'entourent (le fairway désignant une partie du terrain). Elle devient une municipalité en 1949.
Sur le territoire de Fairway se trouve la mission Shawnee. Cette mission est fondée en 1830 par le révérend Thomas Johnson et déménage à son emplacement actuel en 1839. L'une des premières missions de l'ancienne Louisiane, elle a pour objectif d'apprendre l'anglais et les activités manuelles à des élèves amérindiens. La mission ferme en 1862, après le départ des Shawnees de la région.

## Démographie
Selon l'American Community Survey de 2018, Fairway est une municipalité aisée, avec un revenu médian par foyer de 105 000 dollars, largement supérieur à celui du Kansas (57 422 dollars) ou des États-Unis (60 293 dollars). Son taux de pauvreté de 2,7 % est nettement plus faible qu'à l'échelle de l'État (12 %) ou du pays (11,8 %),.
Sa population est très majoritairement blanche (à 97 %) et fortement éduquée, plus de 75 % de ses habitants adultes sont en effet diplômés d'au moins un baccalauréat universitaire (contre 32,9 % au Kansas et 31,5 % aux États-Unis),.